# Kurt Dietzel
Kurt Karl Otto Dietzel (* 8. Oktober 1912 in Gera; † 25. September 2002 in Rostock) war ein deutscher Mediziner und Hochschullehrer. Er war spezialisiert auf die Hals-Nasen-Ohren-Heilkunde.

## Leben

### Familie und Werdegang
Kurt Dietzel war der Sohn von Werner Dietzel, einem Instrumentenbauer, und dessen Ehefrau Martha, geb. Köhler, die als Näherin arbeitete.
Nach dem Besuch der Schule legte er 1932 sein Abitur in Weimar ab. Anschließend begann er sein Medizinstudium an den Universitäten Jena, Königsberg und Hamburg, das er 1938 mit dem medizinischen Staatsexamen an der Universität Jena abschloss.
Nach seinem Studium arbeitete Kurt Dietzel von 1938 bis 1940 als Assistent in der Pathologie an der Universität Jena. Ab 1939 begann er seine Facharztausbildung in Pathologie und Innere Medizin, die er in Jena und Chemnitz absolvierte.
Während des Zweiten Weltkriegs diente er in der Wehrmacht, wo er zuletzt den Rang eines Stabsarztes erreichte. Von 1945 bis 1949 befand er sich in sowjetischer Kriegsgefangenschaft. Während dieser Zeit nahm er 1947 an einem antifaschistischen Ärztelehrgang in Moskau teil.
Nach seiner Rückkehr aus der Gefangenschaft setzte Kurt Dietzel seine Facharztausbildung in Chirurgie in Gera von 1949 bis 1950 fort. Anschließend war er von 1950 bis 1953 Assistenzarzt an der Universitäts-Hals-Nasen-Ohren-Klinik Leipzig. Im Jahr 1953 erwarb er den Titel des Facharztes für Hals-, Nasen- und Ohrenheilkunde und wurde Oberarzt.
Von 1956 bis 1958 war er Dozent für Hals-Nasen- und Ohrenheilkunde an der Universitäts-Hals-Nasen-Ohren-Klinik Leipzig; zu seinen dortigen Studenten zählte unter anderem der spätere Hochschullehrer Friedrich-Wilhelm Oeken. 1958 wurde er Professor mit Lehrauftrag und ab 1960 Professor mit vollem Lehrauftrag für Hals-Nasen-Ohren-Heilkunde an der Universität Greifswald.
Von 1961 bis 1978 bekleidete er die Position des Professors an der Universität Rostock, wo er die Klinik für Hals-Nasen-Ohrenheilkunde leitete. Bei seinem Amtsantritt war die Klinik kaum arbeitsfähig, da viele Oberärzte und Ärzte in die Bundesrepublik geflüchtet waren. Kurt Dietzel baute die Klinik zu einer arbeits- und leistungsfähigen Einrichtung auf. Unter seiner Leitung entwickelte die Klinik mehrere spezialisierte Abteilungen, die teilweise als Zentren für die drei Nordbezirke der DDR fungierten. Dazu gehörten das Zentrum für hörverbessernde Chirurgie, das audiologische Zentrum, das phoniatrische Zentrum, das pädoaudiologische Zentrum und das Zentrum für HNO-Onkologie. Zudem führte er eine Dispensairebetreuung für hörverbessernde Operationen sowie für Patienten mit malignen Tumoren und Schädeltraumen ein.
Ein zentrales Anliegen Kurt Dietzels war die Prophylaxe kindlicher Hörschäden. Er entwickelte ein umfassendes System zur Früherkennung, Früherfassung und Frührehabilitation. In Zusammenarbeit mit Röntgen-Reihenuntersuchungen führte er Hörsiebtests durch, die in dieser Form in keinem anderen Land der Welt durchgeführt worden waren.
Die Klinik wurde als eine der ersten vier Einrichtungen der ehemaligen Medizinischen Fakultät mit dem Staatstitel Kollektiv der sozialistischen Arbeit ausgezeichnet.
Er war an der Planung internationaler Kooperationen beteiligt, insbesondere mit HNO-Kliniken in der Sowjetunion (Moskau, Tiflis und Leningrad).
1978 erfolgte seine Emeritierung.

### Akademische Abschlüsse
Kurt Dietzel erwarb 1938 sein medizinisches Staatsexamen an der Universität Jena und promovierte im selben Jahr zum Dr. med. mit der Dissertation Beitrag zur Frage der Ansteckungsfähigkeit der aktiven Bronchialdrüsentuberkulose. 1956 habilitierte er sich an der Universität Leipzig mit der Arbeit Endoskopische Studien zur Statik und Lokomotorik der Bronchien. Im Jahr 1970 erhielt er die facultas docendi für Oto-Rhino-Laryngologie an der Universität Rostock.

### Akademische Selbstverwaltung und Funktionen
Kurt Dietzel war von 1961 bis 1978 Klinikdirektor der Klinik und Poliklinik für Hals-, Nasen- und Ohrenkrankheiten in Rostock. In den Jahren 1967 bis 1968 war er Prodekan und übernahm ab 1969 die stellvertretende Direktion für medizinische Betreuung im Bereich Medizin.
Er hatte verschiedene Funktionen inne, darunter die kommissarische Leitung der Universitäts-Hals-Nasen-Ohren-Klinik Leipzig (1957–1958) und die Direktion der Klinik in Greifswald (1958–1961). Ab 1964 leitete er die Problemkommission Oto-Rhino-Laryngologie beim Ministerium für Gesundheitswesen der DDR. Zudem war er Mitbegründer und von 1967 bis 1970 erster Vorsitzender der Gesellschaft für Bronchologie der DDR beziehungsweise der Fachsektion Bronchologie innerhalb der Gesellschaft für Allgemeinmedizin der DDR.
Er war auch erster Chefredakteur und Herausgeber der HNO-Fachzeitschrift HNO-Praxis in Leipzig (1974–1984) und Mitglied des Koordinierungsrates der medizinisch-wissenschaftlichen Gesellschaften der DDR in Berlin.

### Mitgliedschaften und Ehrungen
1969 wurde er Mitglied der Deutschen Akademie der Naturforscher Leopoldina und 1971 korrespondierendes Mitglied der Österreichischen Gesellschaft für Hals-Nasen-Ohren-Heilkunde, Kopf- und Halschirurgie.
Er war Mitglied des Exekutivkomitees der Association internationale pour l'étude des Bronches und seit 1969 Vizepräsident dieser Organisation. Dazu war er korrespondierendes Mitglied der Société Française de la Pathologie Respiratoire in Paris.
Dietzel erhielt zahlreiche Auszeichnungen, darunter den Wilhelm-Brüning-Preis der Deutschen Gesellschaft für Hals-Nasen-Ohren-Heilkunde im Jahr 1956, die Dr.-Theodor-Neubauer-Medaille in Bronze (1964), die Ehrennadel in Silber des Präsidiums des Allgemeinen Deutschen Gehörgeschädigtenverbandes der DDR (siehe Reichsverband der Gehörlosen Deutschlands) (1969) und die Ehrennadel des Ministeriums für Volksbildung der DDR (1970) für besondere Leistungen in der sozialistischen Bildung und Erziehung. 1971 wurde er als Verdienter Arzt des Volkes ausgezeichnet.
Seine berufliche Tätigkeit wurde durch Ehrenmitgliedschaften in verschiedenen Fachgesellschaften gewürdigt, darunter die Gesellschaft für Bronchopneumologie und Tuberkulose der DDR, die Gesellschaft für Rehabilitation und die Deutsche Gesellschaft für Hals-Nasen-Ohren-Heilkunde, Kopf- und Halschirurgie.

### Wissenschaftliche Beiträge und Forschung
Kurt Dietzel veröffentlichte zahlreiche wissenschaftliche Arbeiten. Er war Mitautor des Buches Probleme des hörgeschädigten Kindes (Leipzig 1976) und veröffentlichte Beiträge in der Traumatologie der Rhino- und Otobasis sowie in der Frühdiagnostik und Rehabilitation schwerhöriger Kinder.
Er war führend in der Mikrochirurgie für hörverbessernde Operationen sowie in der Behandlung von Schädelbasis- und HNO-Tumoren. Zu seinen Innovationen gehörte die Einführung verbesserter operativ-technischer Methoden zur Behandlung der Otosklerose, die international Anerkennung fanden.

### Politisches und gesellschaftliches Engagement
Kurt Dietzel war von 1933 bis 1939 Mitglied der Nationalsozialistischen Deutschen Arbeiterpartei (NSDAP).
Nach dem Krieg engagierte er sich in verschiedenen gesellschaftlichen Organisationen und war 1991 Mitbegründer des Landesverbandes der Heimkehrer, Kriegsgefangenen und Vermisstenangehörigen (VdH) in Mecklenburg-Vorpommern sowie Mitglied des wissenschaftlichen Beirates beim Bundesvorstand des VdH in Bonn.

## Schriften (Auswahl)
- Beitrag zur Frage der Ansteckungsfähigkeit der aktiven Bronchialdrüsentuberkulose. 1938.
- Endoskopische Studien zur Statik und Lokomotorik der Bronchien. 1956.
- Probleme des hörgeschädigten Kindes. Leipzig, 1976.